# Toy Story 3
Toy Story 3 (mesmo título no Brasil e em Portugal) é um filme de animação americano de 2010, dos gêneros aventura, comédia e drama, dirigido por Lee Unkrich, responsável pela edição dos dois primeiros filmes e pela co-direção de Toy Story 2, e roteirizado por Michael Arndt. Produzido pela Pixar Animation Studios, distribuído pela Walt Disney Studios Motion Pictures e lançado em 3D, é a sequência de Toy Story 2 (1999), e o terceiro longa-metragem da franquia Toy Story. A história foi escrita por Unkrich em parceira com John Lasseter e Andrew Stanton, diretor e co-roteirista, respectivamente, das duas primeiras sequências.
No enredo, Woody, Buzz Lightyear e seus amigos são acidentalmente doados para uma creche enquanto seu proprietário, Andy, prepara-se para ir para a faculdade: eles precisam apressar-se para chegar em casa antes que o rapaz vá embora. No elenco de vozes, Tom Hanks, Tim Allen, Don Rickles, John Ratzenberger, Wallace Shawn, R. Lee Ermey, John Morris e Laurie Metcalf interpretam novamente seus papéis dos dois primeiros filmes, ao passo que Joan Cusack, Estelle Harris e Jodi Benson retornam em seus respectivos papéis de Jessie, Sra. Cabeça de Batata e Barbie, de Toy Story 2. Jim Varney, que deu voz ao cachorro Slinky nos dois primeiros longas, faleceu dez anos antes do lançamento do terceiro filme, então o papel foi desempenhado por Blake Clark. Juntaram-se ao elenco Ned Beatty, Michael Keaton, Whoopi Goldberg, Timothy Dalton, Kristen Schaal, Bonnie Hunt e Jeff Garlin, que estão entre os dubladores dos quinze novos brinquedos apresentados neste filme.
O filme estreou nos cinemas dos Estados Unidos em 18 de junho de 2010 e foi lançado em outros países entre junho e outubro daquele ano, nos formatos Disney Digital 3-D, RealD e IMAX 3D. Foi o primeiro filme com áudio Dolby Surround 7.1 a ser lançado nos cinemas. Toy Story 3 arrecadou mais de um bilhão de dólares mundialmente, tornando-se o filme de maior bilheteria de 2010, tanto na América do Norte quanto mundialmente. É o quarto longa-metragem mais lucrativo na época de seu lançamento e o quarto filme de animação mais lucrativo de todos os tempos, sendo o primeiro longa desse gênero a arrecadar mais de um bilhão de dólares em vendas de ingressos e o segundo filme mais lucrativo da Pixar até hoje, atrás apenas de Incredibles 2.
Assim como seus antecessores, Toy Story 3 recebeu aclamação da crítica após seu lançamento, com críticos elogiando o desempenho vocal do elenco, o roteiro, a profundidade emocional da história, a animação e a trilha sonora de Randy Newman. Tornou-se o segundo filme da Pixar (depois de Up) e o terceiro filme de animação da história do cinema (depois Beauty and the Beast e Up) a ter sido indicado ao Oscar de Melhor Filme. A obra recebeu ainda outras quatro indicações ao prêmio nas categorias de Melhor Roteiro Adaptado, Melhor Edição de Som, Melhor Filme de Animação e Melhor Canção Original — vencendo as duas últimas—, e ganhou o Globo de Ouro e o BAFTA de Melhor Filme de Animação. Sua sequência, Toy Story 4, dirigida por Josh Cooley, foi lançada em 21 de junho de 2019 nos Estados Unidos.

## Enredo
Andy está com 17 anos e vai para a faculdade. Seus brinquedos refletem desalentados sobre o futuro, pois há anos o garoto não brinca com eles. Ele decide levar Woody consigo para a faculdade e põe os outros brinquedos em um saco plástico com destino ao sótão. Entretanto, a mãe do jovem acidentalmente coloca o saco no lixo. Imaginando que Andy os descartou, Buzz e os outros decidem entrar numa caixa de doações, onde encontram a velha boneca Barbie de Molly. Woody é o único que não quer participar dessa aventura e tenta, sem sucesso, convencer os demais de que Andy não tinha intenção de livrar-se deles. Todos são doados para a creche Sunnyside.
Recepcionados pelo urso de pelúcia Lotso, a turma fica animada ao saber que a creche nunca fica sem crianças. Barbie encontra-se com o boneco Ken. Woody tenta fugir, mas é encontrado pela menina Bonnie, que o leva com ela para casa. Chuckles, um palhaço de brinquedo, revela que ele, Lotso e o boneco Bebezão tiveram uma amada proprietária, Daisy, que os perdeu durante um passeio em família. Eles conseguiram voltar para casa, mas Lotso descobriu que foi substituído. Revoltado, mentiu para Bebezão que Daisy tinha o substituído também. Então eles chegaram à Sunnyside, onde o urso assumiu o controle e transformou o local numa prisão para brinquedos.
Na creche, as crianças mais novas brincam de forma bastante destrutiva e Buzz pede que Lotso mova os brinquedos para a sala das crianças mais velhas, mas o urso o reconfigura para o modo original de fábrica, apagando-lhe a memória. A Sra. Cabeça de Batata, através de um olho que perdeu no quarto de Andy, vê o garoto procurando por eles. Percebendo que Woody estava dizendo a verdade sobre as intenções de Andy, eles tentam fugir, mas são aprisionados por Lotso.
Woody retorna à creche e descobre que a única forma de escapar dela é através do lixo. Os brinquedos de Andy acidentalmente redefinem o idioma de Buzz, na tentativa de recuperar-lhe a memória. Buzz, agora falando em espanhol, prontamente se alia a Woody e se apaixona por Jessie. Ao chegarem em uma lixeira, os brinquedos são encurralados pela gangue de Lotso. Um caminhão de lixo se aproxima e Woody revela a mentira de Lotso a Bebezão, que joga o urso na lixeira. Lotso arrasta Woody para dentro da lixeira e os demais brinquedos caem no caminhão ao tentar resgatar o caubói. Nesse momento, Buzz tem sua memória e personalidade restauradas.
O caminhão leva os brinquedos para um aterro, onde são depositados em uma esteira que leva a um incinerador. Woody e Buzz ajudam Lotso a chegar a um botão de parada de emergência, mas o urso simplesmente os abandona e foge. Os brinquedos aceitam seu destino e se preparam para morrer, quando são resgatados por uma grande garra industrial operada pelos Aliens. Woody e seus amigos são levados de volta à casa de Andy, enquanto Lotso fica amarrado na grade do radiador de um caminhão de lixo.
Woody deixa um bilhete para Andy que, pensando que o recado é de sua mãe, doa os brinquedos para Bonnie. O rapaz apresenta cada um dos brinquedos para a garotinha e, para a surpresa dele, Woody está no fundo da caixa de doações e Bonnie o reconhece. Apesar de inicialmente hesitante, Andy entrega Woody a Bonnie, e eles brincam juntos pela última vez antes de o rapaz ir embora. Woddy e os demais brinquedos testemunham a partida de Andy e começam sua nova vida com Bonnie. Durante os créditos finais, cenas extras mostram novos brinquedos chegando na Sunnyside, transformada por Barbie e Ken em um lugar mais justo e feliz.

## Elenco

### Vozes originais
Na ordem dos créditos e com as versões em português dos nomes dos personagens:
- Tom Hanks — Woody
- Tim Allen — Buzz Lightyear
- Joan Cusack — Jessie
- Ned Beatty — Lotso(pt-BR) ou Grandão, o Urso dos Abraços(pt-PT?)
- Don Rickles — Sr. Cabeça de Batata
- Michael Keaton — Ken
- Wallace Shawn — Rex
- John Ratzenberger — Porquinho(pt-BR) ou Hamm(pt-PT?)
- Estelle Harris — Sra. Cabeça de Batata
- John Morris — Andy
- Jodi Benson — Barbie
- Emily Hahn — Bonnie
- Laurie Metcalf — Mãe de Andy
- Blake Clark — Slinky
- Teddy Newton — Autofone(pt-BR) ou Telefone(pt-PT?)
- Bud Luckey — Chuckles(pt-BR) ou Risotas(pt-PT?)
- Beatrice Miller — Molly
- Javier Fernández-Peña — Buzz Hispânico
- Timothy Dalton — Sr. Espeto(pt-BR) ou Sr. Pica-e-Picos(pt-PT?)
- Lori Alan — Mãe de Bonnie
- Charlie Bright — Andy mais jovem / Ervilhinha
- Kristen Schaal — Trixie
- Jeff Garlin — Botão de Ouro(pt-BR) ou Pompónei(pt-PT?)
- Bonnie Hunt — Dolly(pt-BR) ou Nocas(pt-PT?)
- John Cygan — Cacoete(pt-BR) ou Torce(pt-PT?)
- Jeff Pidgeon — Aliens
- Whoopi Goldberg — Estica
- Jack Angel — Chunk(pt-BR) ou Coisa(pt-PT?)
- R. Lee Ermey — Sargento
- Jan Rabson — Faísca(pt-BR) ou Chipas(pt-PT?)
- Richard Kind — Traça de Livro(pt-BR) ou Verme de Biblioteca(pt-PT?)
- Erik von Detten — Sid
- Amber Kroner — Ervilhinha
- Brianna Maiwand — Ervilhinha
- Jack Willis — Frog

### Versão brasileira
- Estúdio de dublagem: Delart[29]

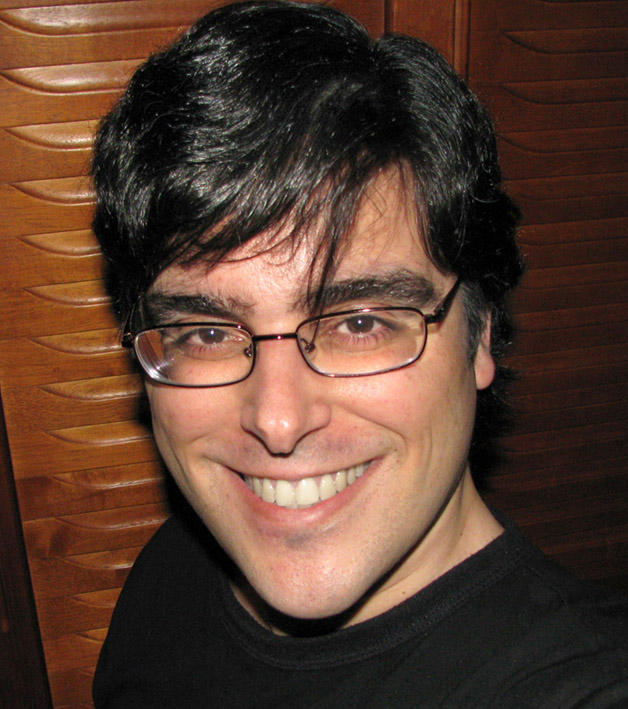
Guilherme Briggs dublou Buzz Lightyear no Brasil.

No Brasil, Woody foi dublado por Marco Ribeiro, que também deu voz ao personagem em Toy Story 2. Ribeiro dubla habitualmente Tom Hanks no país e, em razão disso, substituiu naturalmente o ator Alexandre Lippiani, que dublou Woody no primeiro filme da série e faleceu em 1997. Buzz Lightyear, por sua vez, foi interpretado por Guilherme Briggs, assim como nos filmes anteriores; entretanto, nas cenas em que o personagem entrou no modo hispânico, ele foi substituído por outro dublador. O humorista e escritor Gregório Duvivier, em artigo publicado no jornal O Globo, comentou que  Ribeiro "empresta uma certa nostalgia" a Woddy para o público brasileiro e ressaltou que a interpretação de Briggs torna Buzz ainda mais carismático, pois ele deixa o personagem "um pouco mais ingênuo que o original".
Quanto aos dubladores de outros personagens recorrentes, pode-se mencionar Mabel Cezar (Jessie) e Alfredo Martins (Sr. Cabeça de Batata). Barbie e Ken foram interpretados, respectivamente, por Renata Ferreira e Olavo Cavalheiro, protagonistas de High School Musical: O Desafio, primeiro filme da Disney produzido no país. Entre os personagens secundários, Carlos Seidl (conhecido pela dublagem de Seu Madruga na versão nacional do seriado El Chavo del Ocho), interpreta o Sargento, enquanto Sérgio Stern (dublador de Mike Wazowski, de Monsters, Inc.) deu voz ao personagem Traça de Livro.

## Produção

### Desenvolvimento
A produção do longa-metragem foi bastante conturbada, de modo que passou por dois estúdios de animação e ficou a cargo de vários diretores ao longo dos anos. Os rumores de um terceiro filme da série começaram a circular imediatamente após o lançamento de Toy Story 2, que recebeu ampla aclamação do público e da crítica e encorajou o estúdio a fazer mais uma sequência. Mudança de direção e decisão de reescrever toda a história e reanimar todo o filme a um ano da data de lançamento estipulada foram alguns dos problemas que surgiram nos primeiros estágios do projeto. Mesmo com tantas dificuldades, John Lasseter, um dos fundadores da Pixar, estava decidido a levar Toy Story 3 adiante e pretendia iniciar a produção do filme imediatamente, confiando a direção a um de seus colaboradores.

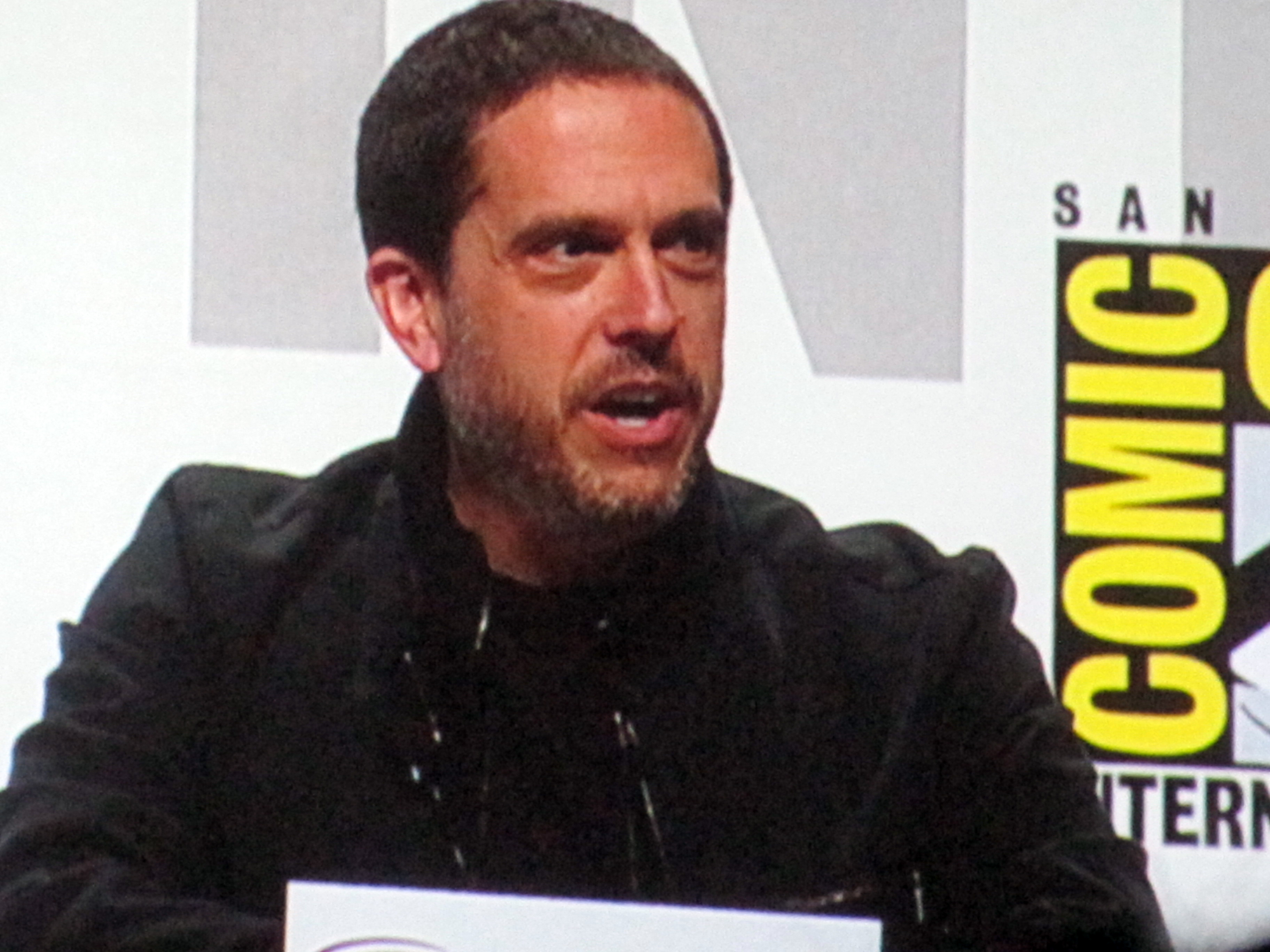
Lee Unkrich, o diretor do filme, durante evento sobre Toy Story 3 no WonderCon, em abril de 2010.

Os termos do contrato inicial da Pixar com a Disney, o qual previa a produção de sete filmes, determinavam que todos os personagens criados pela primeira para seus longas-metragens seriam de propriedade da segunda. Além disso, a Disney deteve o direito de produzir sequências para qualquer filme da Pixar, embora esta tenha mantido o direito de primeira recusa em trabalhar nessas continuações. Joe Ranft começou a desenvolver ideias diferentes e estava prestes a elaborar um roteiro quando uma disputa entre as duas empresas impediu qualquer tentativa de produção envolvendo os personagens da franquia. Em 2004, depois que o referido contrato expirou, Michael Eisner, presidente da Disney na época, inaugurou um novo estúdio de animação digital, o Circle 7 Animation, com a intenção de produzir filmes e séries televisivas sem o envolvimento da Pixar, a fim de não dividir os lucros. O plano era que ali fosse produzido Toy Story 3, sob a direção de Badley Raymond, diretor de The Lion King 1½.
Originalmente, o Circle 7 planejava iniciar a produção do longa-metragem em 2006 e o lançamento nos cinemas estava marcado para 2008. No entanto, em outubro de 2005, Eisner renunciou ao seu cargo de diretor executivo e, em janeiro de 2006, a Disney comprou a Pixar por aproximamente 7,4 bilhões de dólares, tornando-se o maior estúdio de animação do mundo. O acordo colocou os chefes da Pixar — Lasseter e Edwin Catmull — no comando de toda o departamento de animação da Disney. O substituto de Eisner, Robert Iger, confiou as fortunas do estúdio a Lasseter e Catmull que, pouco tempo depois, fecharam o Circle 7 e cancelaram todos os projetos que nele estavam sendo desenvolvidos, inclusive Toy Story 3. No mês seguinte, Iger anunciou que a Disney estava transferindo a produção para a Pixar.  A produção levou aproximadamente quatro anos para ser finalizada. Em fevereiro de 2008, o enredo do filme foi divulgado: "O caubói Woody e seus amigos de brinquedo são despejados em uma creche depois que seu dono, Andy, vai para a faculdade." Inicialmente, o lançamento do longa estava previsto para 2009, porém foi adiado para 2010.
Em fevereiro de 2007, Lasseter, diretor dos dois primeiros filmes, anunciou que Lee Unkrich seria o diretor de Toy Story 3 e Michael Arndt (Little Miss Sunshine), o roteirista. Unkrich, que codirigiu Toy Story 2, Monsters, Inc. e Finding Nemo, ficou à frente do longa animado devido a Lasseter estar ocupado dirigindo Cars 2. Além disso, o pioneiro da Pixar havia recentemente assumido o posto de diretor criativo do estúdio, o que o impossibilitaria de se dedicar a novos filmes individuais. Andrew Stanton, diretor de WALL-E e corroteirista dos dois primeiros Toy Story, também colaborou com o roteiro do filme.
Unkrich, envolvido no projeto desde 2006, revelou que se sentia pressionado a não criar "o primeiro fracasso" da Pixar, já que até aquele momento todos os filmes do estúdio haviam sido sucessos comerciais e de crítica. A partir de sua experiência como codiretor em produções anteriores, ele aprendeu que não era necessário conhecer em profundidade as técnicas de animação, mas sim opinar sobre as interpretações, como se os animadores fossem também atores, dando-lhes sugestões sobre a emoção que personagem transmitiria ou como deveria se comportar. Temendo que a terceira parte não ficasse à altura das anteriores, o diretor e seus colaboradores tomaram como exemplo a conclusão que consideraram natural, coerente e não artificial de The Return of the King, terceiro capítulo da saga The Lord of the Rings.

### Roteiro

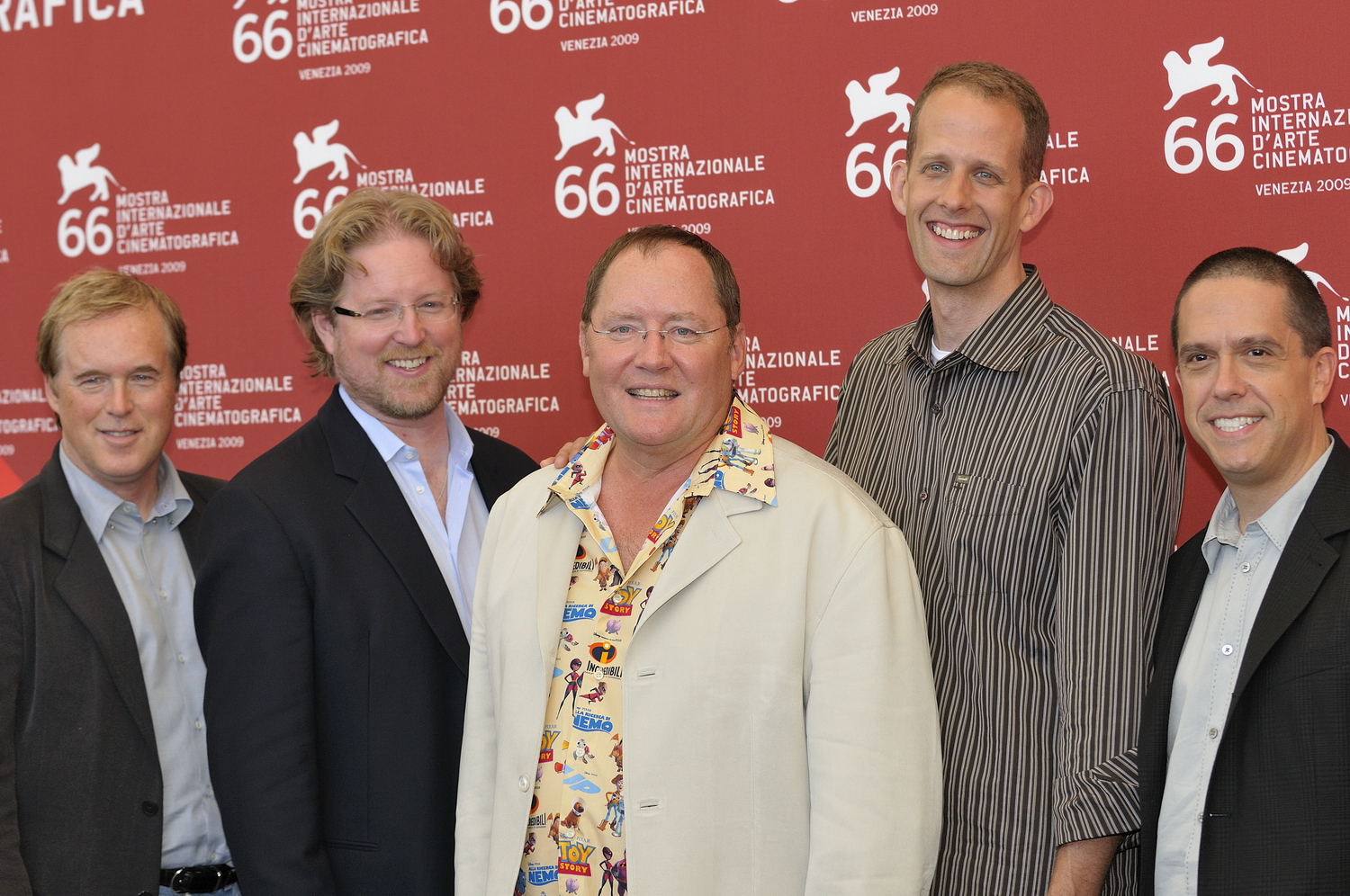
Brad Bird, Andrew Stanton, John Lasseter, Pete Docter e Lee Unkrich no Festival de Cinema de Veneza. Com exceção de Bird, essa é parte da equipe responsável pelo início da construção do roteiro de Toy Story 3.

No Circle 7, um dos roteiros rejeitados para o filme foi escrito pelos mesmos roteiristas de Teacher’s Pet, Bill e Cheri Steinkellner. Nessa versão, Woody, Buzz e os demais brinquedos seriam enviados para o sótão da avó de Andy, após a mãe do garoto se livrar de alguns brinquedos do filho, visto que ele cresceu. Woody e sua turma encontrariam outros brinquedos que haviam sido roubados, o que envolveria um mistério ao estilo whodunit. Embora tenha sido rejeitada, essa versão deixou os executivos da Disney tão entusiasmados que teria sido considerada para uma possível quarta sequência. Jim Herzfeld, que também roteirizou Meet the Parents, elaborou um novo roteiro. Na versão de Herzfeld, Buzz deixa de funcionar direito, a mãe de Andy envia o boneco para Taiwan, onde ele foi construído, e os demais brinquedos acreditam que lá ele será consertado. Ao pesquisar na internet, a turma do quarto de Andy descobre que muitos outras unidades de Buzz Lightyear estão apresentando mal funcionamento em todo o mundo e a empresa fabricante emitiu uma ordem de devolução de toda a linha de brinquedos. Temendo a destruição de Buzz, o grupo formado por Woody, Rex, Slinky, Sr. Cabeça de Batata, Porquinho, Jessie e Bala no Alvo embarcam para Taiwan em missão de resgate a Buzz. Enquanto isso, Buzz encontra outros brinquedos do mundo inteiro que já foram amados, mas que foram devolvidos por apresentar defeitos.
O trabalho na versão final do roteiro do filme começou em 2006, quando Lasseter, Unkrich, Stanton, Pete Docter, Bob Peterson, Jeff Pidgeon e Darla K. Anderson retornaram ao Poet's Loft, um chalé localizado em Tomales Bay (Califórnia), onde a ideia do primeiro Toy Story foi concebida. Ao longo de um fim de semana, eles amadureceram as ideias para o novo filme. Stanton então, interrompeu temporariamente seu trabalho como diretor em WALL-E e escreveu um primeiro tratamento, de vinte páginas, para Toy Story 3. A nova história era completamente diferente da versão do Circle 7, visto que os produtores evitaram ler os roteiros rejeitados: "Não [foi] por despeito, mas queríamos começar de novo, e não queríamos ser influenciados pelo que eles tinham feito", declarou Unkrich. "Não demos atenção para nenhum dos trabalhos [feitos anteriormente]. Nós realmente não queríamos saber de nada sobre aquilo."
O tratamento de Stanton foi retrabalhado pelo roteirista Michael Arndt e a versão final da história resultou de uma colaboração mais ampla, inclusive do próprio Unkrich. O roteiro foi complementado pela "equipe de história", um departamento dedicado exclusivamente à criação de cenas, piadas visuais e desenvolvimento da narrativa. Lasseter, Docter, Stanton, Arndt, Peterson, Brad Bird e Brenda Chapman (do departamento Pixar Brain Trust) encarregavam-se de visualizar periodicamente os esboços sequenciais da história em seus mínimos detalhes, dando conselhos e sugestões. Posteriormente, o filme foi desmembrado em cerca de vinte sequências, que poderiam ser reescritas quantas vezes fosse necessário antes de obter a aprovação final. Nesse processo, algumas cenas cruciais chegaram a receber cerca de sessenta rascunhos diferentes.
Muitas das situações e personagens presentes no filme derivam de conceitos descartados de outros projetos da Pixar. O urso de pelúcia Lotso, por exemplo, foi concebido antes do primeiro Toy Story. Ele apareceria no especial de televisão A Tin Toy Christmas, que funcionaria como continuação do curta-metragem Tin Toy (1988) e seria também o primeiro longa-metragem da Pixar, mas que não chegou a existir. Outros acréscimos narrativos, por outro lado, foram baseados em fatos que se sucederam na vida dos produtores, como a cena na qual o saco com os brinquedos é confundido com um saco de lixo, inspirada numa situação vivenciada pelo diretor que, durante uma mudança, acidentalmente jogou fora um saco contendo a coleção de bichos de pelúcia de sua esposa, por confundi-lo com lixo. A ideia de incluir a sequência da fuga no segundo ato surgiu após visitas a várias creches que, com suas câmeras de segurança e paredes altas, pareciam recriar o ambiente da prisão. Nesse sentido, entre as obras que serviram de inspiração, Unkrich citou Cool Hand Luke, The Great Escape e Midnight Run. O diretor afirmou que definiu como clímax a cena na qual os brinquedos são levados em direção a um incinerador de um depósito de lixo por considerar que este seria um desfecho perfeito para a trama. Em suas palavras: "É uma estranha questão filosófica falar sobre brinquedos estarem vivos e quando a vida deles acaba, pois eles aparentemente são imortais. Mas eu sabia que se estivessem se dirigindo para uma fornalha onde iriam queimar, esse era o fim. Não há vida além disso".
Durante a pré-produção, os cineastas perceberam que a sequência de abertura, originalmente cogitada para o primeiro filme, mas cortada por razões de tempo e orçamento, não estava funcionando adequadamente, visto que o salto de uma cena de ação imaginativa para a realidade de um Andy crescido parecia abrupto demais. Assim, eles criaram uma transição mais suave, com uma montagem mostrando o crescimento do garoto, para que se pudesse ver "os dias de glória do tempo que ele passou com os brinquedos". Unkrich declarou que, se pudesse refazer o filme, incluiria a personagem Betty nessa cena, cuja presença teria tornado o momento ainda mais significativo.

### Escolha do elenco
Assim que o roteiro foi concluído, iniciou-se o processo de escolha dos atores que dariam vozes aos personagens, bem como a gravação dos diálogos. Durante a fase de pré-produção do filme no Circle 7, Tom Hanks, dublador do protagonista Woody, não demonstrava nenhum interesse em retornar ao seu papel, de forma que a intenção dos produtores era trazê-lo para o projeto mediante um contrato milionário. Ao contrário de Hanks, Tim Allen, dublador do coprotagonista Buzz Lightyear, afirmava que estaria disponível para dar voz novamente a seu personagem, em virtude das relações cordiais que ele mantinha com a Disney, decorrentes de sua participação na série Home Improvement e na trilogia The Santa Clause, produzidas pela empresa. Os produtores também consideravam a presença de John Ratzenberger, intérprete de Porquinho, essencial para o projeto, pois o ator já havia participado de todos os filmes da Pixar até então produzidos e era referido como um "amuleto da sorte" do estúdio.
Em vez de enviar cópias do roteiro de Toy Story 3 para Hanks, Allen e Ratzenberger, os produtores os convidaram para uma pré-visualização completa do filme na versão de esboço sequencial em uma sala de cinema. O material exibido consistia de storyboards em movimento com vozes pré-gravadas, efeitos sonoros e música. Após essa pré-visualização da obra, os atores prontamente aceitaram participar do projeto. Hanks e Allen declararam que estavam muito felizes com o resultado alcançado com os dois primeiros filmes e ressaltaram a relação que havia sido criada entre Woody e Buzz, que têm personalidades muito diferentes, mas são capazes de se respeitar e aceitar os pontos fortes e fracos um do outro. Ambos dublaram seus personagens durante várias sessões, realizadas com meses de intervalo.

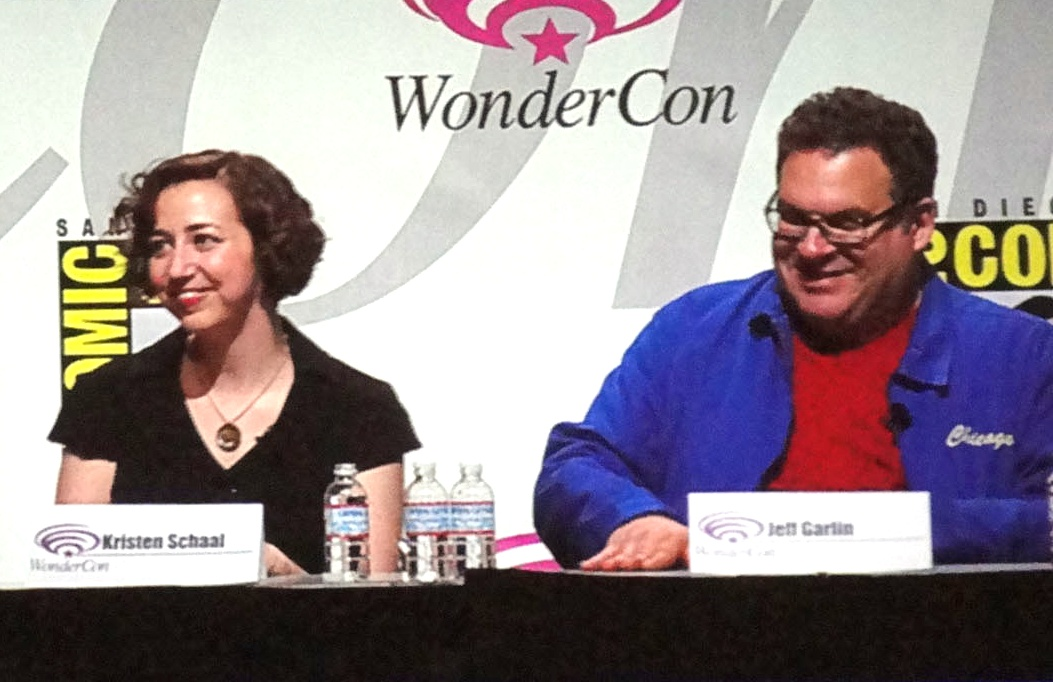
Os comediantes Kristen Schaal e Jeff Garlin durante painel sobre o filme no WonderCon 2010. Schaal juntou-se ao elenco no papel de Trixie e Garlin foi escalado como Botão de Ouro.

Um dos primeiros contratados pela produção foi John Morris, que pela terceira vez interpretou Andy, o dono dos brinquedos. Morris tinha apenas sete anos de idade na época do primeiro Toy Story e, após sua experiência como ator de voz, dedicou-se aos estudos na Universidade da Califórnia em Los Angeles. Por volta de 2006, ele recebeu o telefonema de um produtor da Pixar, convidando-o para reviver seu papel. Lembra o ator: "Eles tiveram que me rastrear. [...] Fiquei surpreso e emocionado. Descobri que Andy tinha então 18 anos e estava prestes a ir para a faculdade, o que me deu confiança de que poderia interpretá-lo, já que eu estava terminando a faculdade". Apesar de ser bem mais velho que seu personagem no enredo, Morris foi contratado com o propósito de manter uma continuidade com os dois primeiros filmes da série.
Parecia não haver definição quanto à presença do personagem Slinky no filme após a morte de seu dublador original, Jim Varney, em 10 de fevereiro de 2000, três meses após o lançamento de Toy Story 2. Depois de muita busca pelo substituto ideal, o papel acabou sendo entregue a Blake Clarke. Após a escalação, os produtores perceberam que, coincidentemente, Clark e Varney tiveram uma amizade de longa data desde quando atuaram juntos no longa-metragem Fast Food (1998), o que facilitou a transição. Clark comentou que ficou lisonjeado em dar continuidade à criação de seu amigo e usou um tom de voz e um sotaque muito parecidos com aqueles usados por Varney para interpretar Slinky. Outro dublador que também faleceu antes das gravações de Toy Story 3 foi Joe Ranft, intérprete do pinguim de borracha Wheezy, mas, neste caso, o personagem foi apenas mencionado no filme como um dos brinquedos que Andy perdeu ao longo do tempo.
Também retornaram aos seus papéis Joan Cusack, dubladora de Jessie; Don Rickles e Estelle Harris dubladores do casal Cabeça de Batata; Wallace Shawn, que deu voz a Rex; R. Lee Ermey, que dublou o Sargento líder dos soldadinhos de plástico; Laurie Metcalf, dubladora da mãe de Andy; e Erick von Detten, dublador de Sid Phillips. O filme apresenta mais de uma dezena de novos personagens brinquedos, tais como Dolly, Estica, Espeto e Trixie, dublados, respectivamente, por Bonnie Hunt, Whoopi Goldberg, Timothy Dalton e Kristen Schaal. Os atores começaram a gravar suas falas quando já se completavam cerca de 380 dias de produção. As sessões também eram filmadas, para que os animadores pudessem assistir às expressões dos atores e usá-las como referência quando começassem a animar os rostos dos personagens.
Jodi Benson interpretou a Barbie, em uma participação maior do que a vista no filme anterior, no qual a atriz deu voz à icônica boneca como a guia de uma loja de brinquedos. Benson, que já havia dublado Ariel na franquia The Little Mermaid e se tornado a primeira voz da Barbie em um vídeo claymation de 1984, pensou que tinha sido contratada apenas para uma participação especial. Quando os produtores revelaram que seu papel teria destaque no filme, ela procurou assegurar-se de que a personagem teria personalidade e caráter: "Minha intenção era torná-la inteligente, leal e apaixonada. Eu queria que ela fosse autêntica. Não de plástico. Ela tem sua aparência externa. Eu não sou assim e acho que a Barbie também não se vê dessa maneira."
Michael Keaton deu voz a Ken, o famoso boneco namorado da Barbie e que no filme é um dos integrantes da gangue de Lotso. O ator recebeu o convite para o papel por telefone e, segundo ele, "quando disseram 'Ken', o celular caiu da minha mão e eu comecei a rir. Achei muito engraçado." Keaton já havia participado de uma produção da Pixar em 2006, dublando Chick Hicks em Cars, e afirmou que dublar um personagem já existente, ainda que seja um boneco, é mais difícil do que parece e que tudo depende dos cineastas, que estabelecem a personalidade e os maneirismos necessários para o papel.
Para interpretar o antagonista do filme, o ursinho de pelúcia Lotso, foi escalado o ator Ned Beatty. A produção teve dificuldade em encontrar a voz ideal para o personagem, já que no filme ele mostra várias facetas, desde a mais bondosa até a mais vil e desprezível. Nas palavras de Unkrich: "Eu conhecia alguns atores capazes de interpretar as coisas mais intensas que Lotso precisaria fazer, mas não conseguia encontrar ninguém que o aceitasse como um cara que tem um jeito de vovozinho acolhedor. Então, esse foi o personagem mais difícil do filme". Beatty acabou sendo considerado a escolha ideal, pois, embora nunca tivesse trabalhado com dublagem em produções animadas, tinha muita experiência em construção de personagens e comédia.

### Animação

O garoto Andy, como visto em Toy Story, Toy Story 2 e Toy Story 3 (de cima para baixo), dá uma noção do avanço tecnológico alcançado pelos estúdios Pixar na renderização de personagens humanos. É possível notar os traços cada vez mais realistas.

A animação do filme foi supervisionada por Bobby Podesta e Mike Venturini, cujo trabalho começou muito antes de o processo de animação ser iniciado, quando eles mostraram as melhores sequências dos dois primeiros filmes para a equipe de animadores e os orientaram a não tentar imitar o estilo das mesmas, mas entender o que funcionou naquelas cenas e reproduzi-lo à sua maneira. Eles também entrevistaram várias personalidades relacionadas à franquia: Pete Docter, supervisor de animação do primeiro longa, assim como Lasseter, Dylan Brown, diretor de animação de Toy Story 2, e os animadores Doug Sweetland e Angus MacLane. Mesmo aqueles que nunca haviam trabalhado em nenhum dos filmes da série, como Brad Bird, foram entrevistados, fornecendo uma opinião externa.
Outro obstáculo para os artistas era aprender a criar movimentos com menos pontos de controle e articulação sobre o personagem do que eles estavam acostumados. Podesta e Venturini afirmaram que o problema era fazer com que os animadores entendessem que precisavam conseguir o que queriam, mesmo com personagens mais limitados, como Woody e Buzz. Além disso, na sequência dos créditos finais, na qual Buzz e Jessie dançam um pasodoble, a produção baseou os movimentos de ambos nas referências dos dançarinos Tony Dovolani e Cheryl Burke, do programa Dancing with the Stars.
O orçamento de 200 milhões de dólares disponibilizou ao filme tecnologias sofisticadas que permitiam à equipe criar sequências mais complexas do que as vistas nos outros filmes da franquia. Uma das inovações técnicas foi a criação de Lotso, o primeiro personagem da Pixar feito inteiramente de pelúcia. Ao contrário das superfícies de plástico rígidas, as macias são mais difíceis de serem reproduzidas no computador e isso exigiu que os animadores fizessem um estudo meticuloso da estrutura, compressão, torção e desgaste de objetos de pelúcia, bem como dos movimentos que um brinquedo sem estrutura interna é capaz de executar.
Entretanto, a maior melhoria foi a renderização dos seres humanos, na qual os técnicos aplicaram todo o seu conhecimento em termos de articulações, controle de movimentos, sombreamento de superfície e simulações de tecidos e cabelos. A dificuldade enfrentada pelos supervisores era a de manter um equilíbrio entre o avanço tecnológico e a necessidade de tornar a aparência dos personagens humanos mais agradável, transmitindo, ao mesmo tempo, a sensação de que faziam parte deste mundo. A animação foi oficialmente concluída em 25 de março de 2010, ao passo que o filme foi concluído em 30 de abril do mesmo ano.

### Designe cenografia
O design de personagens e cenários foi selecionado por Bob Pauley, o designer de produção do primeiro filme que contribuiu para a criação estilística de Buzz Lightyear. A princípio, os animadores revisitaram o trabalho desenvolvido no primeiro Toy Story e se concentraram em projetos conceituais com a intenção de modificar os modelos originais contidos nos antigos arquivos gráficos dos computadores da Pixar. Entretanto, a equipe descobriu que, embora fosse possível abrir tais arquivos, as mensagens de erro impediam que eles modificassem o material. Isso exigiu recriar os modelos a partir do zero, o que implicou na realização de vária mudanças. Em Woody, por exemplo, mais níveis de textura foram adicionados e os detalhes gráficos de seu traje foram melhorados. Para reforçar a impressão de que suas roupas eram feitas de tecido, as costuras foram redesenhadas e as dobras das peças tornaram-se mais evidentes quando o personagem se movimenta.

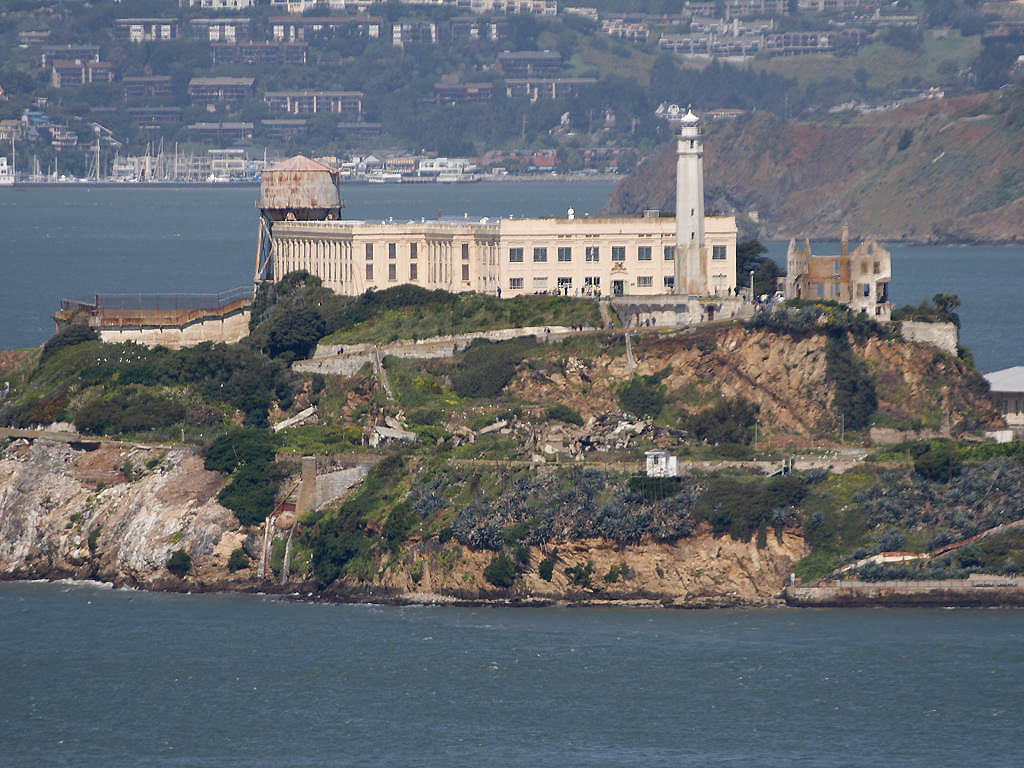
Com o propósito de encontrar correlações entre o ambiente de uma creche e o de uma prisão, a equipe de produção visitou a Penitenciária Federal de Alcatraz.

Em busca de inspiração e referências do mundo real, os produtores visitaram diferentes locais reproduzidos nos cenários do filme, tais como creches e incineradores. Nas creches, eles perceberam que havia várias semelhanças entre a arquitetura desses estabelecimentos e aquela de uma prisão, como, por exemplo, câmeras de segurança e caixas cheias de brinquedos que pareciam celas. Posteriormente, eles visitaram a prisão de Alcatraz, com o propósito de observar uma penitenciária real e encontrar as correlações entre os dois ambientes. A equipe também visitou e vasculhou vários aterros sanitários locais na Califórnia, inclusive durante a noite, em busca de referências visuais para a sequência dramática do depósito de lixo, entre elas a observação de um incinerador gigante em pleno funcionamento. Nas palavras de Pauley: 
Os produtores de Ratatouille foram a Paris e comeram em alguns dos mais sofisticados restaurantes franceses, e a equipe de Up viajou para as montanhas tepui na Venezuela. Quando voltamos da nossa pesquisa, tudo o que queríamos fazer era tomar um banho.
 Mesmo que muito do que é mostrado no filme tenha sido baseado nos registros obtidos nesses locais, a intenção dos criadores era apenas tornar o filme crível, e não replicar fielmente a realidade, como na referida cena do forno de incineração, na qual alguns detalhes relacionados ao funcionamento do aparelho tiveram de ser amplificados no longa-metragem, visando conferir maior dramaticidade ao momento.
O diretor de arte se concentrou mais em Andy e na renderização do quarto do personagem. No filme, o garoto tem dezessete anos e sofreu uma mudança drástica em comparação ao filme anterior. A equipe de Pauley retornou ao modelo original de Andy, uma escultura ainda presente nos arquivos da Pixar, e analisou fotografias dos filhos de Lasseter, prestando atenção especial à evolução da estrutura física e da face ao longo do tempo, a fim de se obter uma hipótese realista de como isso aconteceria com Andy. Quanto ao quarto do personagem, grande parte do conjunto e mobiliário foram colorizados com vários tons de azul, para transmitir uma sensação de segurança e ausência de perigo. Os cineastas queriam homenagear Steve Jobs no filme e, por isso, deram um Mac a Andy, um iPod a Molly, e mostraram brevemente Woody acessando à internet com um iMac G5. Nos créditos finais, são feitos agradecimentos a Jobs, Cathleen Brown, Hayao Miyazaki, Toshio Suzuki, entre outros.

### Fotografia
Jeremy Lasky — que já havia trabalhado em WALL-E, Cars e Finding Nemo — e Kim White assumiram a direção de fotografia do filme. Lasky incumbiu-se da definição das cenas e dos movimentos da câmera virtual do computador, enquanto White encarregou-se da iluminação dos cenários e personagens. Toy Story 3 contou com ferramentas e talentos mais sofisticados do que os filmes anteriores no que concerne à cinematografia. Os avanços tecnológicos na renderização de superfície, iluminação e o uso da câmera permitiram lidar com a continuidade estilística da série de forma mais eficiente. Como o próprio diretor admitiu: "Ainda é um filme que segue a linha de Toy Story, mas também queremos mostrar o talento dos artistas e o refinamento da tecnologia".
Lasky trabalhou em estreita colaboração com Unkrich na montagem de várias cenas. Os dois aproveitaram ao máximo as possibilidades infinitas que a tecnologia lhes oferecia, em favor de movimentos de câmera compatíveis com as situações plausíveis e próprias do cinema live-action, evitando criar ângulos irreais e com aspecto de "jogo eletrônico", com o objetivo de chamar a atenção para o que os personagens vivenciavam e sentiam, e não para o que a câmera estava fazendo. Quanto a esse aspecto, Lasky afirmou: "Nossas câmeras têm muito mais graça e realismo na forma como se movem. Melhoramos mais do que nunca [quanto à reprodução de movimentos] de câmera na mão e a profundidade de campo ficou muito mais rica".
Para manter o espectador ainda mais envolvido com a história, a câmera virtual foi posicionada na altura dos brinquedos, realçando a grandeza dos cenários e mostrando-as do ponto de vista dos protagonistas. A iluminação, por outro lado, ajudou a ampliar a escala de ação mostrada no filme, graças a momentos em que a refração da luz preenche o fotograma ou em que parte da força dramática de uma cena é dada pela iluminação em si, como no final, na sequência do incinerador.

### Edição
O longa-metragem foi editado em 3D por Bob Whitehill, supervisor de estereoscopia de Up e da reconversão dos outros dois longas de Toy Story, através do método de produção Disney Digital 3-D. A tarefa ocupou o último ano de produção de Toy Story 3, mas a preparação para o processo começou cerca de catorze meses antes de seu lançamento nos cinemas. O processo de renderização levava entre duas e trinta horas por fotograma, dependendo da complexidade de cada tomada, e consistia em renderizar praticamente dois filmes, a versão do olho esquerdo e a do direito, unidas posteriormente na versão estereoscópica. Isso era realizado quase que simultaneamente, para impedir que algo nesse meio-tempo, como um código ou sombreamento atualizado, mudasse no fotograma original. Caso isso acontecesse, a versão do olho direito ficaria diferente e não corresponderia à do esquerdo.
O 3D foi usado com mais intensidade nos momentos em que os personagens estão em perigo, para enfatizar a tensão e sensação de insegurança, sendo menos evidente nas cenas ambientadas no quarto de Andy, o mundo em que os brinquedos sempre viveram. Foi criado um gráfico com uma barra para indicar, numa escala de 0 a 10, até que ponto a perspectiva deveria ser acentuada numa determinada cena. Na cena da fuga aérea de Woody pelo alto da creche, Whitehill pediu aos animadores que acrescentassem mais alguns fotogramas à tomadas por se tratar de uma experiência bem gratificante em 3D. Sequências como a cena de abertura ao estilo faroeste ou o final explosivo, exploraram o 3D ao máximo e chegavam a alcançar o nível oito no gráfico. Nas palavras de Whitehill: "Espero que ao saírem dos cinemas, os espectadores pensem: 'Uau, que filmaço — nós rimos, choramos, ficamos assustados e comovidos'. E que, ao chegarem no carro, digam: 'E aquele 3D foi demais!'".

### Efeitos especiais
Os efeitos especiais do filme ficaram a cargo de uma equipe de especialistas liderada pelo diretor técnico Guido Quaroni, ex-supervisor de efeitos especiais em Toy Story 2 e Monsters, Inc. Entre outras tarefas, os profissionais gerenciaram os simuladores de fenômenos físicos e atmosféricos, de reprodução de tecidos e sombreamento. Apesar dos anos de inovações e melhorias de software que separam este longa-metragem dos anteriores, o filme apresentou vários desafios técnicos que foram resolvidos graças à ajuda do departamento de pesquisa e desenvolvimento.

A sequência do incinerador é resultado de um grande esforço combinado de efeitos especiais, fotografia e música em favor da força dramática da cena.

Uma das cenas mais difíceis para a equipe foi a caótica e complexa sequência que se passa em uma instalação de processamento de lixo. Investiu-se mais de um ano e meio para criar os sistemas de simulação necessários para a cena, que contém a maior quantidade de dados em comparação ao restante do filme. Nela, podem ser vistos milhares de pedaços triturados de lixo indo em direção a um incinerador. De acordo com a produtora Darla K. Anderson, não haveria tempo ou recursos financeiros suficientes para animar manualmente todos os objetos na tela, então Quaroni e sua equipe tiveram de inventar uma maneira de usar os computadores do estúdio para animar os incontáveis detritos e deixá-los com um visual realista.
Um problema semelhante ocorreu durante a animação dos vários sacos de lixo grandes vistos no filme, os quais deveriam ser iluminados digitalmente e animados de forma plausível, passando uma sensação de naturalidade, o que, caso contrário, poderia diminuir a experiência dos espectadores. Outro efeito que se mostrou mais complexo do que o esperado e exigiu o uso aperfeiçoado dos simuladores foram as roupas dos personagens, especialmente o vestuário de Bonnie, composto por várias camadas de roupas de diferentes tecidos, que deveriam mover-se e interagir entre si como tecidos reais.
De acordo com Anderson, as realizações da Pixar com a animação da cena do depósito de lixo, assim como o trabalho realizado em muitas das roupas dos personagens humanos, poderiam receber novas patentes no futuro, embora a Pixar não tenha fornecido informações mais detalhadas sobre a especificidades dessas inovações. O trabalho realizado por Quaroni e sua equipe foi indicado ao prêmio da Visual Effects Society e para o BAFTA de melhores efeitos especiais, tornando-se a quarta nomeação para um filme de animação nessa categoria, depois de Beauty and the Beast, Toy Story e A Bug's Life.

### Efeitos sonoros
O engenheiro de som Tom Myers, o engenheiro de mixagem Michael Semanick e o técnico de som Al Nelson ficaram responsáveis pela edição dos efeitos sonoros do longa-metragem. Os três assistiram a uma versão do filme em storyboards no início de 2009, durante uma reunião com Unkrich e Randy Newman, compositor da trilha sonora, e então começaram suas tarefas separadamente no final daquele ano. O cineasta e sonoplasta vencedor do Oscar, Gary Rydstrom, que trabalhou nos dois primeiros filmes da franquia, colaborou como consultor no terceiro filme, dando dicas e sugestões.
O diretor prezava pela continuidade e consistência com os outros filmes da série não apenas em relação ao visual, mas também aos sons. Assim, a maior parte dos efeitos sonoros provém da própria biblioteca de áudio da Pixar e todos os sons dos primeiros filmes foram usados nos personagens recorrentes, principalmente os ruídos produzidos com a movimentação dos brinquedos. O único personagem que exigiu a produção de material inteiramente novo foi o boneco Bebezão, para o qual foi criado um conjunto especial de vocais. Além disso, ao interagir com os humanos, os brinquedos deveriam emitir sons mais fracos e abafados do que o ruído ambiente; por outro lado, ao interagirem entre si, os sons deveriam ser amplificados, enfatizando uma presença mais forte dos brinquedos em cena. Também foram realizados realces sonorosnas cenas com alguma ameaça implícita, especialmente nas sequências finais envolvendo caminhões de lixo, tratores, esteira transportadora, triturador, garra e outros objetos.
Também foi necessário desenvolver novo material sonoro para Buzz Lightyear, em função das transformações que o personagem sofre ao longo do filme. Quando ele é reiniciado e passa a agir sob o comando do vilão Lotso, seus ruídos foram modificados, tornando-se mais precisos, secos e menos "plásticos"; quando Buzz entra em "modo espanhol", seus sons ganham mais fluidez e um componente "romântico", com adição de swishes, castanholas e chicotadas rítmicas. Inusitadamente, houve dificuldade de se reproduzir o efeito sonoro das falas embutidas nos bonecos quando uma criança puxa a corda de Woody ou aperta os botões de Buzz. Tal efeito foi elaborado pelo sonoplasta Gary Summers para o primeiro Toy Story, usando uma caixa analógica com alto-falantes e microfones acoplados. Como a caixa havia sido destruída, Myers tentou várias soluções alternativas, mas nenhum programa conseguia simular o efeito único produzido pela mesma. Então ele contratou Howie Hammerman, o engenheiro que projetou a caixa, a quem pediu para reconstruí-la. Graças a Hammerman, os técnicos conseguiram obter o desejado efeito sonoro, embora com pequenas diferenças em relação à versão original.
A Dolby Laboratories anunciou que Toy Story 3, cuja mixagem final foi concluída em fevereiro de 2010, seria o primeiro filme exibido nos cinemas a apresentar um novo formato de áudio, o sistema de som surround 7.1, cuja tecnologia buscava proporcionar ao público uma experiência de áudio em três dimensões. Isso permitiu que os técnicos fossem mais precisos no posicionamento de sons, músicas e efeitos de ambiente, além de proporcionarem clareza bem maior aos diálogos dos personagem. Além disso, a versão Blu-ray também contou com o áudio 7.1 original, ao contrário de outros filmes que foram remixados em 7.1 ao serem lançados em Blu-ray.

### Música
A partitura de Toy Story 3 foi composta e conduzida por Randy Newman. Inicialmente, a Disney disponibilizou a trilha sonora apenas para download digital, sendo este o segundo caso (o primeiro foi Up) em que a Disney não lançou em compact disc a trilha musical premiada de um filme da Pixar. Em janeiro de 2012, a Intrada Records lançou a trilha sonora de Toy Story 3 em CD.
Várias canções usadas no filme não foram incluídas no álbum da trilha sonora, como "Dream Weaver" de Gary Wright, "Le Freak" de Chic e a versão original de "You've Got a Friend in Me" de Newman. Além disso, algumas faixas incluíram material da trilha musical rejeitada de Newman para o longa Air Force One. A canção "Losing You", do álbum de Newman Harps and Angels, também foi usada no primeiro trailer de Toy Story 3. Na trilha sonora temporária do filme, a canção "Electric Eye", do Judas Priest, é tocada na sequência de abertura, mas acabou substituída pela partitura de Newman na versão final.
A faixa "We Belong Together" venceu o Oscar de Melhor Canção Original na cerimônia de 2011, o segundo Oscar de Newman por melhor canção.

## Lançamento

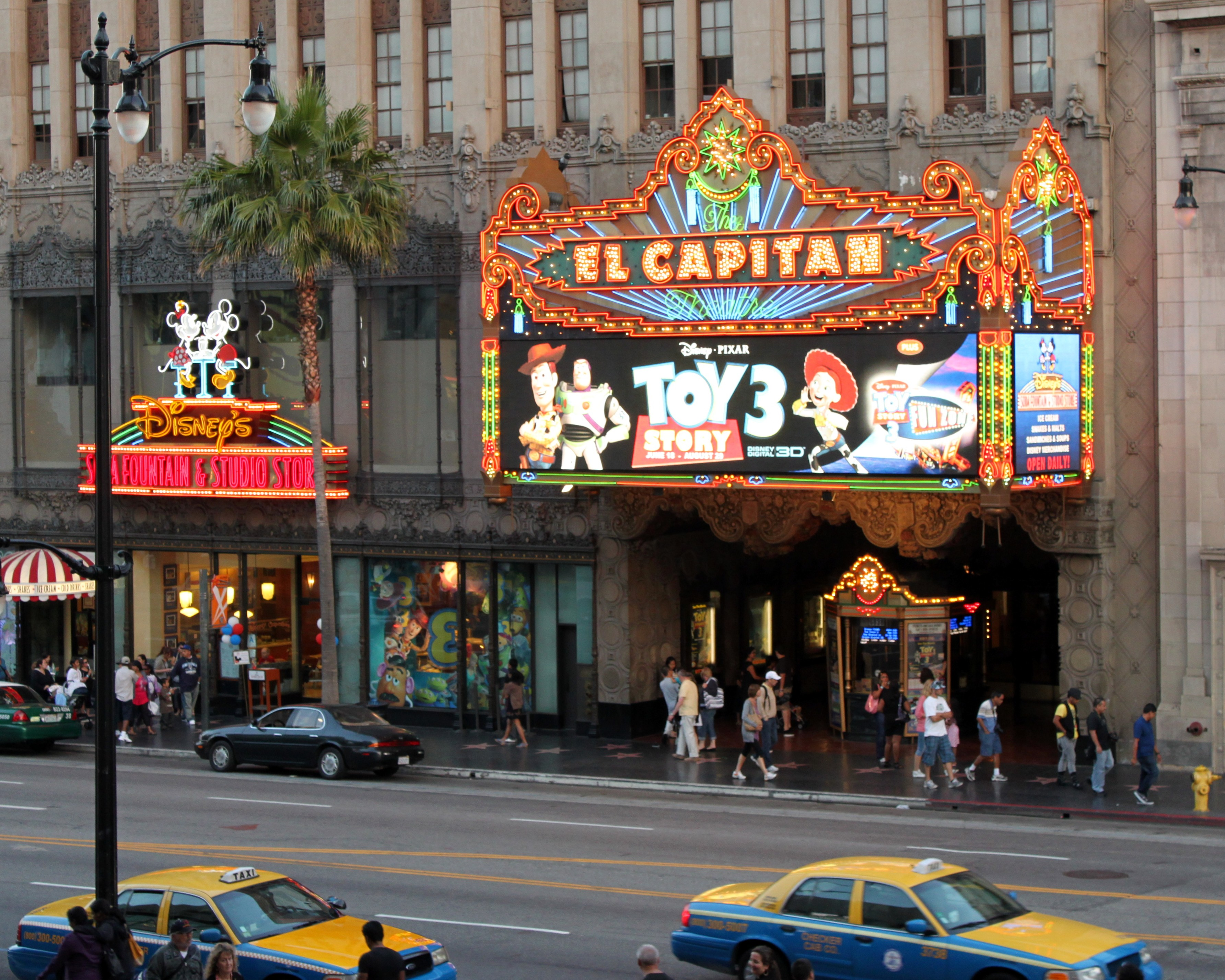
Toy Story 3 estreou nos Estados Unidos no El Capitan Theatre, que também realizou uma maratona da série Toy Story, exibindo os três filmes juntos pela primeira vez.

Toy Story 3 estreou mundialmente em 12 de junho de 2010, inicialmente no Festival de Taormina, na Itália. Nos Estados Unidos, teve sua estreia em 13 de junho de 2010, no El Capitan Theatre, em Hollywood, Califórnia. O referido cinema também exibiu, quatro dias depois, uma maratona de Toy Story, mostrando pela primeira vez todos os três filmes da série juntos. A estreia nacional se deu em 18 de junho de 2010,  juntamente com um lançamento em IMAX 3D. Nos cinemas, o filme foi acompanhado pelo curta-metragem da Pixar, Day & Night, cujo enredo concentra-se no que acontece quando uma personificação animada do Dia encontra seu oposto, a Noite, e na amizade que ambos desenvolvem, levando-os a crescer como indivíduos.
O filme foi distribuído com classificação livre para todos os públicos na maioria dos países em que foi exibido. Entretanto, em Portugal e na Holanda foi proibido para menores de seis anos, ao passo que na Finlândia, Noruega e Suécia não foi permitido a menores de sete. Em Singapura e na África do Sul, a entrada de menores de 10 anos só era permitida na companhia de um adulto (classificação PG). Essas restrições foram impostas devido às cenas em que os brinquedos tentam escapar da creche, as quais são responsáveis pelos momentos mais perturbadores do filme, e pela sequência do incinerador, na qual os protagonistas ficam à beira da morte. Nenhuma proibição foi adotada nos Estados Unidos, no entanto, logo após a estreia do filme, Joan Graves, presidente da MPAA, admitiu que a certificação G (livre) foi um erro grave e que, com base nas reações e comentários dos pais sobre a famigerada cena do incinerador, ela deveria ter atribuído ao filme um visto de PG (não recomendado para menores de 10 anos).

### Divulgação
Antes de seu lançamento, Toy Story 3 contou com uma ampla operação de marketing, focada principalmente em publicidade viral na internet, além dos tipos promocionais tradicionais, como cartazes, trailers e clipes dedicados aos diferentes aspectos da produção, tais como os dubladores, os novos personagens e o retorno dos protagonistas originais. O longa-metragem foi apresentado no evento de divulgação do iPhone 4 da Apple em 8 de abril de 2010, ocasião na qual Steve Jobs demonstrou um iAd com tema Toy Story 3 escrito em HTML5.
No episódio de Dancing with the Stars exibido em 11 de maio de 2010, o grupo Gipsy Kings tocou uma versão em espanhol, usada no filme, da música "You've Got a Friend in Me", juntamente com a apresentação de uma dança pasodoble coreografada por Cheryl Burke e Tony Dovolani. Além disso, os dois primeiros filmes da série foram exibidos em vários canais de televisão, como Disney Channel, Disney XD e ABC Family, nas semanas anteriores ao lançamento do longa-metragem nos cinemas. Pequenas amostras de Toy Story 3 também foram reveladas, principalmente no Disney Channel.

#### Cartazes etrailers
Vários cartazes foram divulgados para a promoção do filme. O primeiro deles mostrava o número "3" centralizado sobre um fundo preto, e apresentava a tagline original do longa, No toy gets left behind ("Nenhum brinquedo ficará para trás"). Também foi lançada uma série de pôsteres, cada um com um personagem diferente interagindo com o número "3" do título, sobre fundo preto; outra peça, nesse mesmo estilo, trazia os os personagens principais reunidos. Já outra, trazia tanto os protagonistas quanto os novos brinquedos "amontoados" no mesmo cartaz, com o número "3" em destaque no meio da imagem. Além disso, os novos brinquedos foram divulgados aos poucos, por meio de pôsteres e descrições que simulavam anúncios reais de brinquedos, bem como através de vídeos 360º postados na página oficial do filme.
Um cartaz mostrava Woody e seus amigos recém-chegados na creche e assustados. Nele se lia The breakout comedy of the summer, tagline que faz um trocadilho com a palavra breakout, que significa "fuga" ou "escapada", mas também é usada para expressar uma grande novidade ou revelação; portanto, "A maior comédia do verão" ou "A comédia de fuga do verão" seriam traduções possíveis para a frase. Outro, no qual se lia The great escape ("A grande fuga"), mostrava Buzz e sua turma tentando fugir à noite, perseguidos pelos brinquedos da creche. Cartazes especias também foram divulgados na época da Páscoa e durante a Copa do Mundo FIFA de 2010.
O primeiro teaser trailer foi lançado em 29 de maio de 2009. O clipe mostra Woody liderando uma equipe de brinquedos na criação do logotipo do filme, com objetos improvisados, equanto Buzz já construiu a sofisticada versão final. Woody responde que seu logotipo se acende, segurando um fio de pisca-pisca. Buzz, então, bate palmas, fazendo seu logo se acender. O primeiro trailer completo foi divulgado em 12 de outubro de 2009. Um segundo teaser foi divulgado em 10 de fevereiro de 2010, seguido no dia seguinte por um novo trailer completo, focado na apresentação dos novos persongens, apresentado em exibições 3D de Alice in Wonderland e How to Train Your Dragon. Em 23 de março de 2010, os dois primeiros filmes da franquia foram relançados separadamente em pacotes combo de Blu-Ray/DVD; Toy Story incluiu um pequeno clipe com a "A História de Toy Story 3", ao passo que Toy Story 2 incluiu outro sobre os "Personagens de Toy Story 3".

#### Outras estratégias publicitárias
Para a promoção do filme, foram criadas várias campanhas virais paralelas, consistindo principalmente de vídeos e clipes animados. Um dos vídeos virais trazia uma entrevista com Ken, um dos novos personagens do filme, na qual o boneco discute o fato de ele ser um brinquedo para meninas e um mero acessório da Barbie. Ele também apareceu em uma série de três pequenos clipes, disponibilizada no Youtube, chamada Ken's Dating Tips for Today's Bachelor (Dicas de namoro do Ken para o solteirão moderno, em tradução livre), na qual dá conselhos sobre sedução e paquera. Os vídeos foram intitulados Communication Is Key, Play Hard to Get e Know Yourself, Be Yourself.
A Pixar produziu para o brinquedo Lots-O'-Huggin' Bear um pseudo-comercial em estilo retrô, postado no Youtube. O anúncio foi editado de modo a parecer uma gravação antiga de videocassete, com som e cores propositadamente distorcidos, ruído na parte inferior da tela e vídeo tremeluzente, simulando um comercial realizado por volta de 1983 e fazendo parecer que o brinquedo realmente estava em produção naquela época. Uma versão japonesa da propaganda também foi disponibilizada na plataforma.

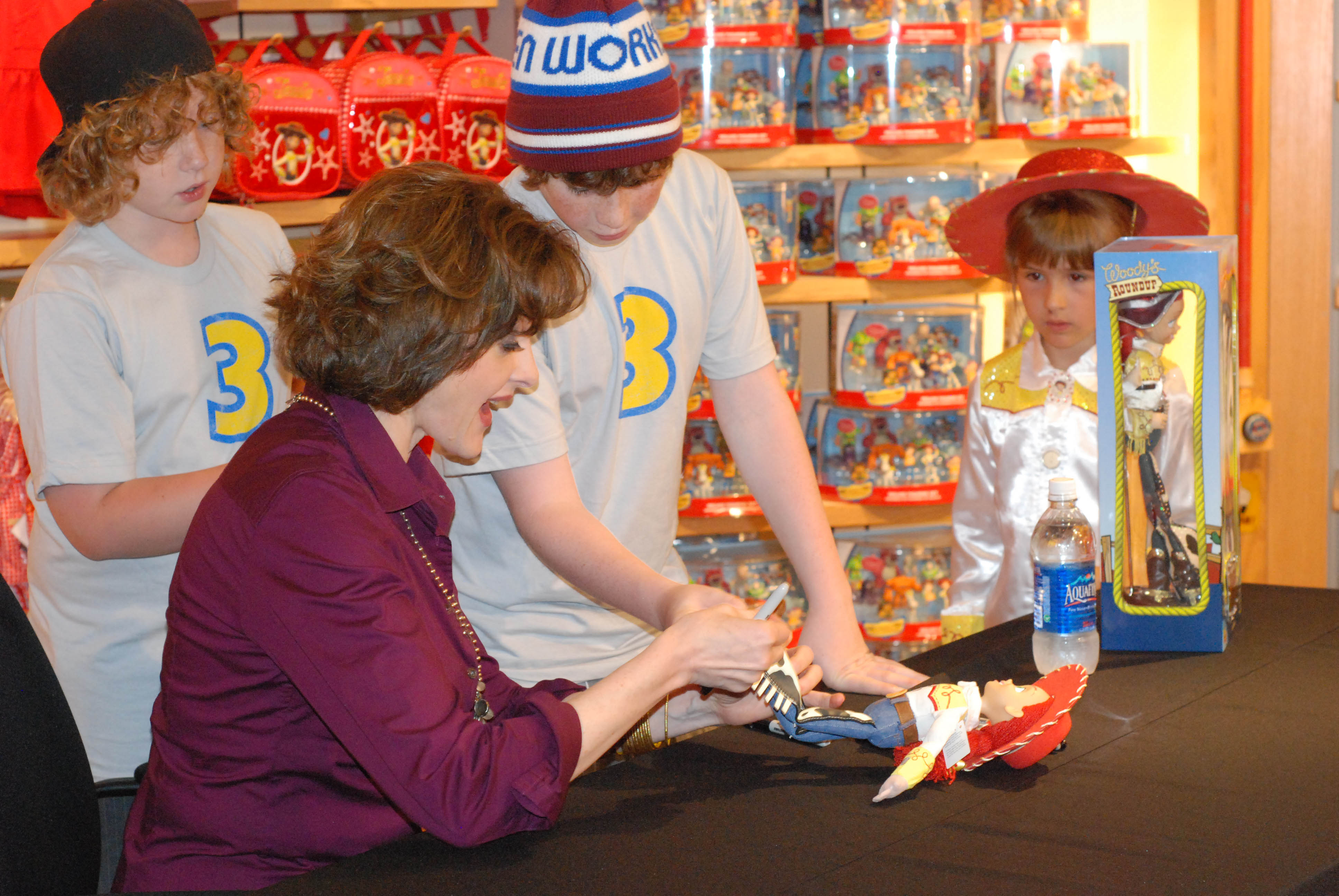
Joan Cusack, que dublou Jessie no filme, autografa um brinquedo derivado de sua personagem.

Como mais uma estratégia promocional, o primeiro ato do filme foi exibido antecipadamente para estudantes de 65 universidades dos Estados Unidos, de forma totalmente gratuita, desde que a pessoa apresentasse um documento que atestasse sua frequência numa das instituições. Essas exibições tinham a intenção de não apenas convencer os espectadores a comprar o ingresso para ver o restante do filme, mas também para tentar atrair um público que talvez não estivesse mais interessado na série Toy Story, tendo visto o primeiro filme durante a infância e relegando-o a uma experiência puramente infantil. Nos campi dessas universidades, foram divulgados folhetos para o recrutamento de entregadores para o Pizza Planet, a cadeia fictícia de restaurantes que aparecia em todos os filmes da Pixar, com um endereço na web, BuzzCampusWUstl.com, que redirecionava para a página do Facebook dedicada ao filme.
Em Portugal, o Disney Channel e a Walt Disney Portugal lançaram um concurso de dublagem para promover o filme antes do lançamento no país. A empresa deu a oportunidade de um pai ou responsável de uma criança dublar a voz de um dos soldados do Exército Verde, e desta forma, participar de Toy Story 3. Além disso, o vencedor também ganharia convites para a pré-estreia nacional em 3D. Para tal, era necessário que a gravação de uma fala do primeiro filme fosse enviada para o Disney Channel, que escolheria quatro finalistas para participar de um casting de dublagem em Lisboa. O canal selecionaria o vencedor e emitiria as imagens do processo de seleção antes da estreia do filme.
A Mattel, a Thinkway Toys e a Lego estão entre as empresas que produziram brinquedos para promover o filme. A Fisher Price, uma empresa da Mattel, lançou Toy Story 3 com vinte e uma imagens 3D para o visualizador View-Master. A Disney Interactive Studios também produziu um jogo eletrônico baseado no filme, Toy Story 3: The Game, lançado para Microsoft Windows, Xbox 360, Wii, PlayStation 3, Nintendo DS e PSP em 15 de junho de 2010. Uma versão para PlayStation 2 foi lançada em 30 de outubro de 2010 como parte de um pacote para PS2 e separadamente em 2 de novembro de 2010 (o mesmo dia em que Toy Story 3 foi lançado em DVD e Blu-ray). Foi também o último jogo da Disney/Pixar a ser lançado para PlayStation 2.

### Campanha para o Oscar
O presidente da Walt Disney Studios, Rich Ross, explicou que se pretendia colocar Toy Story 3 na disputa pelo Oscar não apenas na categoria de Melhor Animação, mas também na de Melhor Filme. Para isso, os produtores da Pixar lançaram uma campanha, denominada "Not since...", com o propósito de enfatizar a singularidade do filme e a aclamação da crítica. A campanha, que chamou bastante atenção, consistia em cartazes e anúncio que traziam personagens do filme reproduzindo cenas de outros longas premiados anteriormente pela Academia como, por exemplo, The Lord of the Rings: The Return of the King, Shakespeare in Love, Titanic, entre outros. A revista The Hollywood Reporter deu à campanha uma medalha de bronze na edição de 2011 da premiação Key Art Awards Winners.

### Mídia doméstica
Toy Story 3 foi lançado em DVD de edição padrão, Blu-ray (dois discos) e em um pacote combo com quatros discos nos formatos Blu-ray/DVD/Digital Copy, em 2 de novembro de 2010. As edições incluem material extra, como detalhes dos bastidores e um teaser de Cars 2 (a continuação do filme Cars de 2006), o próximo lançamento da Pixar na época. No mesmo dia, um box set de dez discos da trilogia Toy Story chegou às lojas. Em 1 de novembro de 2011, o filme foi lançado em versão Blu-ray 3D.
Em sua primeira semana de lançamento (2 a 7 de novembro de 2010), foram vendidas 3 859 736 cópias (totalizando 73 096 452 dólares), deixando o longa em primeiro lugar na semana e se tornando imediatamente o filme de animação mais lucrativo de 2010 em número de unidades vendidas, superando How to Train Your Dragon. Em 18 de julho de 2012, já haviam sido vendidas 10 911 701 cópias (185 924 247 dólares). Nos Estados Unidos, tornou-se o DVD mais lucrativo de 2010 em unidades vendidas, entretanto, devido à falta de receita de vendas, acabou ficando em segundo lugar, atrás de Avatar nessa lista. Também vendeu cerca de quatro milhões de unidades em Blu-ray, classificando-se como o quarto filme mais vendido de 2010. No Reino Unido, bateu o recorde de maior receita de vendas de um longa-metragem de animação em seu primeiro dia de lançamento em formato doméstico, tanto em DVD quanto em Blu-ray. Além disso, no primeiro dia em que foi disponibilizado no iTunes, tornou-se imediatamente o filme da Disney mais baixado de todos os tempos.

## Recepção

### Bilheteria
Toy Story 3 arrecadou 415 milhões de dólares na América do Norte e 651 milhões em outros países, totalizando 1,066 bilhão mundialmente, superando a receita dos dois primeiros filmes da série juntos. Tornou-se o filme de animação de maior bilheteria na época de seu lançamento até ser superado em 2013 pelo musical Frozen, da Disney. Em abril de 2019, ocupava o 27° lugar na lista de maiores bilheterias mundiais, além de ter sido considerado o filme mais lucrativo de 2010, o quarto filme de animação de maior bilheteria, o longa mais lucrativo da franquia Toy Story, a segunda maior bilheteria da Pixar e o oitavo filme de maior bilheteria distribuído pela Disney. Quanto ao público estimado, ocupa o quarto lugar na lista de filmes de animação modernos.
Em seu primeiro fim de semana, Toy Story 3 liderou as bilheterias mundiais com 145,3 milhões de dólares (153,7 milhões ao se considerar as pré-exibições durante a semana), a nona maior arrecadação de fim de semana de estreia mundial de um longa-metragem animado. Em 27 de agosto de 2010 — seu 71º dia de lançamento —, ultrapassou a marca de um bilhão de dólares, tornando-se o terceiro filme da Disney, o segundo filme da empresa em 2010 (depois de Alice in Wonderland), o primeiro filme de animação, e o sétimo filme da história do cinema a conseguir realizar esse feito.

### Crítica
Nos Estados Unidos, o filme foi elogiado por quase todos os críticos, que enalteceram a alta qualidade da história, capaz de misturar o entretenimento mais imediato com temas profundos e adultos, como o medo da perda, a lealdade, a necessidade de crescer e a aceitação da morte. Com 98% de aprovação (classificação média de 8,86/10), tornou-se o filme de 2010 melhor avaliado no Rotten Tomatoes, cujo consenso diz: "Misturando habilmente comédia, aventura e emoção honesta, Toy Story 3 é uma rara segunda sequência que realmente funciona." O Metacritic deu-lhe uma pontuação de 92 em 100 com base em 39 críticas, indicando "aclamação universal". O público que colabora com a empresa de pesquisa de mercado CinemaScore deu à obra uma nota média "A" em sua escala de A+ a F, a mesma pontuação do Toy Story original, mas abaixo do "A+" atribuído ao segundo filme da franquia.
A. O. Scott, em crítica publicada no The New York Times, declarou: "Este filme – este épico de três partes e quinze anos – sobre as aventuras de um grupo bobo de tralhas de plástico acaba se tornando uma meditação longa e melancólica sobre perda, mudança e aquela coisa tola, teimosa e nobre chamada amor." A Time considerou Toy Story 3 o melhor longa-metragem da Pixar, o melhor filme de 2010 e, em 2011, o classificou como uma dos "25 melhores filmes animados de todos os tempos". Peter Travers, da Rolling Stone, ressaltou a capacidade do filme de criar uma sensação maravilhosa típica da infância, ao passo que Joe Morgenstern escreveu no The Wall Street Journal que o considerou o melhor filme da trilogia, mencionando as cenas em Sunnyside como emblemáticas do nascimento de ditaduras.
A Variety destacou o clímax do terceiro ato: "Toy Story 3 atinge o ápice nos momentos mais dramáticos e os últimos quinze minutos retribuem os sentimentos que os público alimentou por quinze anos". Escrevendo à Entertainment Weekly, Owen Gleiberman atribuiu uma nota "A" ao filme e comentou: "Toy Story 3 me encantou e emocionou de tal forma que fiquei espantado com o fato de que uma simples comédia digitalmente animada sobre brinquedos de plástico poderia ter esse efeito." Ele também declarou que, assim como muitos outros homens adultos, chorou ao final do filme. Mick LaSalle declarou no San Francisco Chronicle: "Toy Story 3 é tecnologicamente e filosoficamente sofisticado; honesto sobre a vida, mas esperançoso; ultramoderno e mesmo assim tão antiquado quanto seus brinquedos. É agradável, inteligente e muito bonito".
Mark Kermode, em comentário de áudio à BBC Radio, considerou o filme e a série "a melhor trilogia de todos os tempos". No USA Today, Claudia Puig avaliou o filme com a pontuação máxima de quatro estrelas, afirmando: "Essa parte, a melhor das três, é tudo que um filme deveria ser: hilariante, tocante, animado e inteligente." Lou Lumenick, do The New York Post, afirmou: "Toy Story 3 pode não ser uma obra-prima, mas mesmo assim me levou às lágrimas no final." No Chicago Tribune, Michael Phillips escreveu que Toy Story 3, "comparado com a riqueza de todos os trabalhos recentes da Pixar, como Ratatouille, WALL-E e Up, [...] parece um produto autêntico e excepcionalmente competente, em oposição a uma mistura mágica de comércio e arte popular." Roger Moore, do Orlando Sentinel, atribuiu ao filme três estrelas e meia de quatro possíveis e escreveu: "Deslumbrante, assustador e sentimental, Toy Story 3 é uma conclusão emocionante e sombria para a série de filmes que fez a Pixar famosa."
Roger Ebert avaliou positivamente o filme como um todo, mas criticou duramente o uso do 3D, ao contrário do The Hollywood Reporter, que elogiou o uso do recurso, considerando-o um enriquecimento contextualizado. O USA Today acrescentou que os óculos 3D "também servem para esconder as lágrimas que qualquer ser senciente vai derramar durante os momentos finais". Da mesma opinião foi Kenneth Turan, do Los Angeles Times, que comentou que "o 3D enriquece a realidade sem chamar a atenção para si", ao passo que Leonard Maltin, crítico e historiador de animação, descreveu como "moderado" o uso do 3D e afirmou: "Acho que para o pessoal da Pixar essa ferramenta é pouco importante. Seus filmes já têm dimensão demais." O The New York Post, por sua vez, opinou que o filme foi "exibido inutilmente em 3D na maior parte do mundo".
Germanin Lussier, editor da SlashFilm.com, tinha ressalvas quanto ao final, que considerou não tão desenvolvido e editado como o restante da história. James R. Whitson, no website Animated Views, notou uma melhoria na animação, mais fluida, expressiva e com cenários mais elaborados em cena, mas não ficou impressionado com o nível de dublagem dos personagens secundários. Em sua opinião, a obra representa "um belo tributo ao fim da infância, um memorial poderoso sobre como enfrentar a morte com dignidade, um testemunho intenso do fato de que é normal continuar com a vida e deixar o passado para trás". Apenas alguns críticos rejeitaram o filme completamente, entre estes, Armond White, jornalista da New York Press, que considerou o filme "um jogo chato que só serve para quem sofreu lavagem cerebral".
Entre os admiradores de Toy Story 3 estão J. K. Rowling, Edgar Wright e Quentin Tarantino, que o considerou o seu filme favorito de 2010. Wright, que o colocou na lista dos seus cinco melhores filmes daquele ano, ressaltou que o longa "contém o principal ingrediente de muitos clássicos infantis: o terror", mencionando a sequência do incinerador como mais um exemplo do "panteão da grandiosidade sombria da Disney", ao lado das sequências da morte da mãe de Bambi no filme homônimo, do aprendiz de feiticeiro em Fantasia e do desfile dos elefantes cor-de-rosa em Dumbo.

### Reconhecimento
Toy Story 3 recebeu muitos prêmios e foi nomeado a vários outros. Em 2011, além de indicado ao Oscar de Melhor Filme de Animação, também foi nomeado ao Oscar de Melhor Filme. Isso o tornou a primeira sequência animada da história a ser indicada nessa categoria, bem como o terceiro filme de animação a receber esse reconhecimento (os primeiros foram Beauty and the Beast e Up), sendo Toy Story 3 o segundo filme da Pixar a ser indicado para ambos os prêmios. Tornou-se ainda o primeiro filme do estúdio – e o primeiro filme de animação desde Shrek – a ser indicado ao Oscar de Melhor Roteiro Adaptado.

## Controvérsias

### Acusações de sexismo e homofobia
Natalie Wilson, em análise sobre Toy Story 3 para a revista Ms., uma das mais proeminentes publicações feministas dos Estados Unidos, criticou aspectos que considerou como sexistas e homofóbicos no filme. Ela mencionou o baixo número de personagens femininas, a predominância masculina e a "representação negativa" das mulheres, como na postura "insistente e incômoda" da mãe de Andy, no perfil "hiper-feminino e emotivo" de Barbie ou na cena em que Lotso pede que a Sra. Cabeça de Batata tenha a boca retirada, sugerindo que "mulheres falam demais". Ken, representado como um "fashionista gay dentro do armário", é alvo de piadas dos outros brinquedos, as quais "sugerem que as piores coisas que podem acontecer a um garoto é ser uma garota ou um homossexual". A autora enfatiza que o filme, embora "divertido, inteligente e agradável", não é o primeiro da Pixar a apostar num "roteiro heterocêntrico" ou a reproduzir a visão da empresa de que "todos são brancos e de classe média".
Dana Rudolph, do website de petições Change.org, também criticou o que chamou de "piadas LGBT-fóbicas" do filme, ressaltando que a Pixar possivelmente não teve a noção de que poderia reforçar estereótipos entre determinados públicos. No portal CNN Entertainment, Kelli Bender respondeu às críticas da Ms., comentando que, embora Toy Story não seja uma série "totalmente politicamente correta", retrata mulheres de forma positiva e independente, mencionando o exemplo da personagem Jessie. Quanto a Ken e Barbie, Bender ressalta que o filme apenas retratou estereótipos atribuídos a esses personagens no mundo real, enfatizando que a boneca tem um "guinada positiva" no enredo, tornando-se uma "garota disposta a desistir da vida com Ken em sua casa dos sonhos para lutar por seu orgulho e amigos". A Pixar não se manifestou sobre as críticas, embora tenha divulgado, alguns meses após o lançamento de Toy Story 3, um vídeo para o projeto It Gets Better, no qual seus funcionários LGBT falam sobre as dificuldades que enfrentaram ao longo da vida e como superaram o preconceito.

### Processo judicial
Em fevereiro de 2014, a Diece-Lisa Industries (DLI), uma empresa de brinquedos sediada em Nova Jersey, processou judicialmente a Disney Enterprises por conta do personagem Lotso, alegando que ele seria uma violação de sua marca registrada de bichos de pelúcia "Lots of Hugs", comercializada desde 1995. A DLI teria sido prejudicada nos negócios devido ao sucesso do filme, visto que os consumidores estariam associando seus produtos ao personagem da Pixar. Além disso, a autora afirmou que havia licenciado a marca anteriormente para a Disney, o que indicaria que esta estava ciente da propriedade intelectual da mesma. Em razão disso, a DLI exigiu restituição de lucros por concorrência desleal, bem como uma liminar impedindo o uso do personagem Lotso pela Disney no futuro.
Em sua defesa, a Disney argumentou que a DLI não conseguiu provar que o consumidor confundiria as duas marcas, alegando ser Lotso um "personagem cinematográfico desenvolvido independentemente, comercializado em brinquedos com a forma do personagem, distribuído pelas próprias lojas e website [da Walt Disney Company] e sempre em embalagens ou com etiquetas marcadas para reforçar sua afiliação com Disney, Pixar e Toy Story 3." Além disso, a empresa ressalta que "Lotso não se parece em nada" com os brinquedos da DLI e que não havia nenhuma evidência de que "pretendesse prejudicar os negócios" da mesma. Entretanto, em março de 2015, o juiz Roy Payne, magistrado do Texas, decidiu em favor da DLI, de modo que o processo continuou em curso.

## Sequência
Em julho de 2010, foi noticiado que Tim Allen havia assinado um contrato para ir "ao infinito e além" novamente. Entretanto, Unkrich inicialmente negou a ideia de fazer um quarto filme, mas divulgou que uma série de três curtas-metragens, chamada Toy Story Toons, continuaria com as histórias dos personagens, no estilo de Cars Toons: Mater's Tall Tales. Em entrevista à rede britânica BBC em junho de 2011, Tom Hanks revelou que a Pixar já estaria produzindo o quarto filme da franquia. No mês seguinte, Lasseter confirmou que o projeto de Toy Story 4 estava em desenvolvimento, com lançamento previsto para 2015. Entretanto, pouco tempo depois, a Disney o desmentiu, esclarecendo que a produção da sequência ainda não era oficial. Em 2014, a mesma empresa anunciou que a produção do quarto título da franquia havia sido retomada e o que o filme seria lançado nos cinemas dos Estados Unidos em 15 de junho de 2018. Entretanto, em outubro de 2016, a data de lançamento foi adiada para 21 de junho de 2019. Lasseter seria originalmente o diretor de Toy Story 4, mas acabou substituído por Josh Cooley. Inicialmente anunciado como uma história romântica, o filme continuou com as aventuras dos brinquedos em sua nova vida com Bonnie, além de marcar o retorno da personagem Betty (Bo Peep) à série.

## Leituras adicionais
- Solomon, Charles (26 de maio de 2010). The Art of Toy Story 3 (em inglês). John Lasseter (prefácio), Lee Unkrich e Darla K. Anderson (introdução) 1ª ed. São Francisco: Chronicle Books. 176 páginas. ASIN 0811874346. ISBN 978-0811874342.
- Dakin, Glenn (1 de maio de 2010). Toy Story 3: The Essential Guide. Col: Dk Essential Guides (em inglês). Londres: DK. 48 páginas. ASIN 0756663164. ISBN 0-7566-6316-4.
- Newton, Teddy (4 de agosto de 2010).  Menotti, Andrea, ed. Day & Night. São Francisco: Chronicle Books. 40 páginas. ASIN 0811876640. ISBN 0-8118-7664-0. Cópia arquivada em 15 de setembro de 2015.